# Marius Ivaškevičius

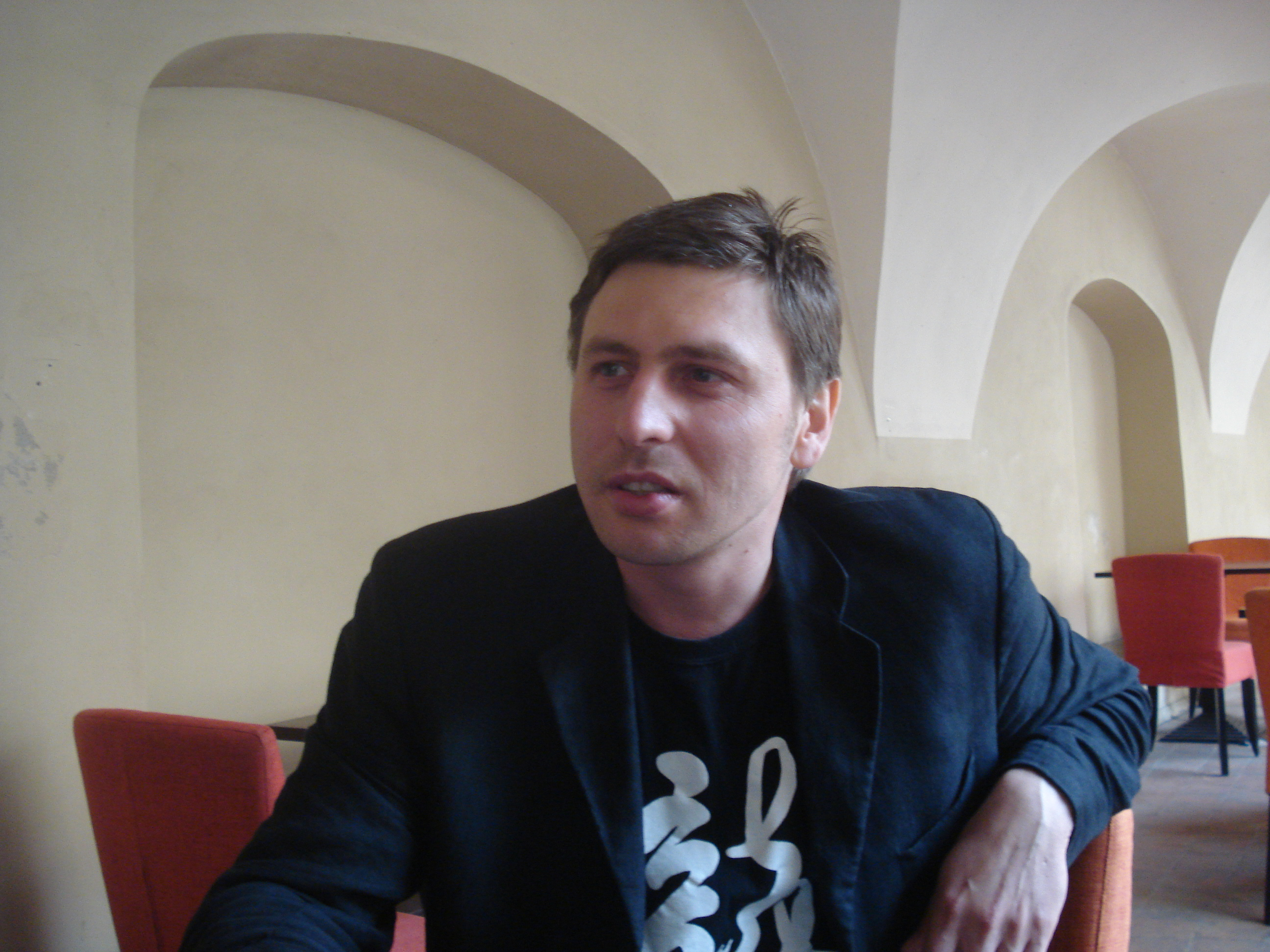
Marius Ivaškevičius (2008)

Marius Ivaškevičius (* 26. März 1973 in Molėtai) ist einer der bedeutendsten Gegenwartsautoren Litauens, Journalist, Prosa- und Drehbuchautor, Dramatiker und Regisseur.

## Leben
Marius Ivaškevičius ist ein Vertreter der jüngsten Schriftstellergeneration in Litauen. Nach dem Abitur an der Mittelschule Molėtai studierte er Lituanistik an der Philologischen Fakultät der Universität Vilnius und arbeitete danach als Redakteur der Samstagsbeilage der Tageszeitung Respublika. Später war er Mitarbeiter an den Sendungen des Litauischen Fernsehens LRT Kultūros spąstai (Kulturfalle) und Kurybos metas (Zeit der Schöpfung).
1996 veröffentlichte Marius Ivaškevičius die Kurzgeschichtensammlung Kam vaikų (Children on Sale) im Verlag des litauischen Schriftstellerverbandes. Im 1998 erschienenen Roman Istorija nuo debesies (Geschichten aus der Wolke) erzählt er den Werdegang seines Landes anhand des Wasserkreislaufs – als ewige Wiederholung.
1998 debütierte er als Dramatiker. Das Stück Kaimynas (The Neighbour) gewann den nationalen Drama-Wettbewerb und wurde 2000 im Jugendtheater Vilnius sowie im „Žaltvykslė“ Theater der Litauer Amerikas in Chicago aufgeführt. Die Dramen Kaimynas, 8-230, tai aš (8-230, it’s me) und Malыš (Malysh) sind eine Trilogie. Bei Malыš führte Ivaškevičius selbst Regie. Das Stück lief 2002 im Oskaras-Koršunovas-Theater in Vilnius.
Der Roman Žali (Die Grünen) von 2002 handelt von der Absurdität des bis Anfang der 1950er Jahre tobenden litauischen Partisanenkriegs (siehe Waldbrüder). Da das Buch Russen nicht als Feindbild darstellt, wurde Ivaškevičius innerhalb seines Landes als „Nestbeschmutzer“ verunglimpft.
Ivaškevičius schrieb von 2002 bis 2012 fünf weitere Dramen: Purpuriniai dūmai (Purple Smoke), Madagaskaras (Madagascar), Artimas miestas (Close city), Mistras und Išvarymas.
2014 führte er zum ersten Mal Regie in einem Kinofilm (Santa, zu dem er auch das Drehbuch schrieb).
Ivaškevičius ist Mitarbeiter der größten polnischen Tageszeitung Gazeta Wyborcza, in deren Auftrag er Essays schreibt.
Er lebt und arbeitet in Vilnius.

## Bibliografie
- Kurzgeschichtensammlung Kam vaikų (1996),
- Romane Istorija nuo debesies (1998) und Žali (2002),
- Trilogie Kaimynas, 8-230, tai aš und Malyš (veröffentlicht in der Sammlung 'Artimas', 2002).